# Yeonpung-myeon
Yeonpung-myeon (koreanska: 연풍면)  är en socken i kommunen Goesan-gun i provinsen Norra Chungcheong i den centrala delen av
Sydkorea, 130 km sydost om huvudstaden Seoul.